# John Linnell (pittore)
John Linnell (Bloomsbury, 16 giugno 1792 – Redhill, 20 gennaio 1882) è stato un pittore britannico. Dipingeva soprattutto quadri di pittura paesaggistica ed era amico del pittore Edward Thomas Daniell.
Linnell fu naturalista e rivale di John Constable. Aveva gusto per l'arte nordeuropea del Rinascimento, in particolare Albrecht Dürer. Viene anche associato a William Blake e Samuel Palmer.